# Hikari Sasaki
Hikari Sasaki (* 4. Oktober 1967) ist eine ehemalige japanische Judoka.
Hikari Sasaki siegte 1985 bei den Asienmeisterschaften in Kuwait im Mittelgewicht. Bei den Weltmeisterschaften 1987 in Essen unterlag sie im Halbfinale der Französin Brigitte Deydier, im Kampf um eine Bronzemedaille besiegte Sasaki die Niederländerin Chantal Han.
1988 wurden bei den Olympischen Spielen in Seoul Judo-Wettbewerbe für Frauen im Rahmen der Demonstrationswettbewerbe angeboten. Sasaki besiegte die Algerierin Samia Hachemi im Viertelfinale und die Österreicherin Roswitha Hartl im Halbfinale. Das Finale gegen Brigitte Deydier gewann die Japanerin nach 2:27 Minuten.
Bei den Weltmeisterschaften 1989 in Belgrad besiegte sie im Halbfinale die Kubanerin Odalis Revé, im Finale unterlag sie der Italienerin Emanuela Pierantozzi und erhielt die Silbermedaille. 1992 gewann Sasaki bei den Alljapanischen Meisterschaften gegen Ryōko Fujimoto, bei den Olympischen Spielen in Barcelona startete Fujimoto.